# Kurota
Kurota (en rus: Курота) és un poble de la república de l'Altai, a Rússia, que el 2016 tenia 346 habitants, pertany al districte d'Ongudai.